# Arco (ginástica)

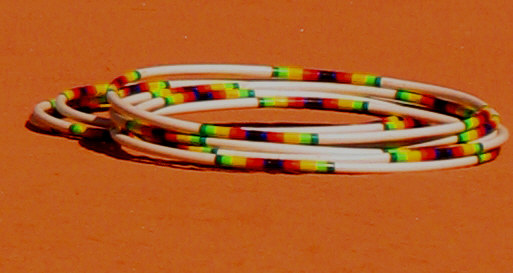
Arcos para ginástica

O arco é um objeto feito de plástico, desde que não deforme durante o movimento.
Ele possui entre oitenta e noventa centímetros de diâmetro interno e pesa cerca de 300 gramas. Deve ser rígido, sem se dobrar. O arco define um espaço. Esse espaço é usado plenamente pela ginasta, que deve mover-se de acordo com o círculo formado.
São requeridas nesse aparelho freqüentes trocas de mãos e a principal exigência é a boa coordenação de movimentos. O formato do arco favorece rolamentos, passagens, rotações, saltos e pontes. Os elementos corporais principais do arco são os saltos, flex, pivôs e equilíbrios. Os passos a serem executados com o arco são os saltos,
as rotações, atirar e pegar o arco. As manobras que podem ser consideradas mais difíceis e passivas de receber bônus são a projeção do arco a uma altura elevada e apanhá-lo de uma forma original e diferente .